# Тенаг
Тенаг је у грчкој митологији био један од Хелијада.

## Митологија
О Тенагу је писао Диодор. Пошто је поседовао највише талента и знања од свих Хелијада, а и био је најлепши, браћа су му завидела. Зато су га Макареј, Кендал, Актис и Триоп убили, те побегли са острва Родоса на Лезбос, Кос, у Египат и Карију. Остали су само Охим и Керкаф који нису учествовали у убиству.